# セオデン
セオデン（Théoden、セーオデン）は、 J・R・R・トールキンのファンタジー小説『指輪物語』に登場する架空の人物。ローハンの国王であり、ロヒアリムが自国を呼ぶ名から「マークの君主」もしくは「リダーマークの君主」と呼ばれ、「二つの塔」と「王の帰還」で主要なキャラクターとして登場する。はじめセオデンは加齢し悲嘆に暮れ、相談役である蛇の舌グリマの策略により衰弱してローハンの退勢に対処せずにいるが、魔法使いガンダルフの手で更生し、サルマンとサウロンに対する戦いにおける主要な同盟者となる。
研究者はセオデンを西ゴート王テオドリックと比較し、ペレンノール野の合戦でのセオデンの死とカタラウヌムの戦いでのテオドリックの死を対比する。いっぽうで作中では同じ為政者であるゴンドールの執政デネソールとも対比され、冷然としたデネソールに対し、セオデンは友好的で大度である。

## 作中での経歴

### 二つの塔
セオデンは『指輪物語』の第二部「二つの塔」において、ローハンの王として登場する。この時点で、セオデンは加齢とともに衰弱し、堕落した魔法使いサルマンの意を受けた相談役である蛇の舌グリマによってほとんど操られていた。「指輪狩り」についての最後の未完成原稿のひとつでは、蛇の舌は「彼の助言のとりことなっている」王に対し「大きな影響力を持つ」と述べている。『終わらざりし物語』では、この王の健康の問題について「グリーマが遅効性の毒を与え、病を誘発するか増加させたことは十分ありうる」としている。セオデンが無力化されているあいだローハンは、アイゼンガルドから支配するサルマンの指導下にあるオークと褐色人の攻撃に悩まされた。 
立てよ、立て、セオデンの騎士らよ！
捨身の勇猛が眼ざめた、火と殺戮ぞ！
槍を振え、盾をくだけよ、
剣の日ぞ、赤き血の日ぞ、日の上る前ぞ！
いざ進め、いざ進め、ゴンドールへ乗り進め！
「二つの塔」で、セオデンの前にレゴラスとギムリを連れたガンダルフとアラゴルンが現れたとき、はじめ彼はサルマンと戦うべきだというガンダルフの助言を拒否する。しかしガンダルフがグリマの影響を取り払い、セオデンは正気を取り戻す。彼はグリマの讒言で投獄していた甥エオメルを釈放させ、愛剣ヘルグリムを取り、老齢にもかかわらず角笛城の合戦を指揮してローハンを勝利に導いた。それから彼はアイゼンガルドがファンゴルンの森のエントによって破壊された有様を実見し、オルサンクの塔でサルマンと話し、ガンダルフがサルマンの杖を壊すところに立ち会う。

### 王の帰還
「王の帰還」では、セオデンはペレンノール野の合戦でロヒアリムを率い、ゴンドールを救援する。戦いの中、彼はハラドの騎馬部隊を破り、その首領を自ら討ち取った。さらに指輪の幽鬼の長であるアングマールの魔王と対決するが、愛馬雪の鬣から振り落とされて下敷きとなり、致命傷を負う。姪のエオウィンとホビットのメリアドク・ブランディバック（メリー）が仇を討ち魔王を倒すと、いまわの際、セオデンはメリーとエオメルに別れを告げた。
セオデンの遺体は、サウロンの敗北後にローハンに埋葬されるまでミナス・ティリスに安置された。セオデンは青年王エオルより続くローハン王家、その第二家系の最後の人物であった。

## 語源

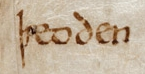
「王子」または「王」を意味する古英語の「セオデン」

Théodenは、古英語þeod（人、国）から派生したþēoden（王、王子）をそのまま音訳した名である。トールキンの伝説体系に登場する他の説明的な名前と同様、トールキンはこの名前を用いることで、テキストが「歴史的」、「現実的」、または「古語的」であるという印象を与えている。トールキンは作中の西方語（共通語）を現代英語に訳して表現するいっぽう、西方語の古語としたローハン語には古英語をあてることで、中つ国の言語体系に巧妙に適合したものとした。

## 研究・分析
研究者のエリザベス・ソロポワによれば、セオデンの人物像は、戦いによる死が迫っていることを知った主人公が見せる不退転の決意という、北欧神話、特にベーオウルフの叙事詩における勇気の概念に触発されたものである。これは、ペレンノール野の合戦で圧倒的に有力なサウロンの軍勢と対決するというセオデンの決意に反映されている。トールキンは、6世紀の歴史家ヨルダネスによるカタラウヌムの戦いの歴史的記述についても繰り返し言及した。いずれの戦いも「東」（フン族）と「西」（ローマ人とその同盟国である西ゴート族）の文化の間で行われ、ヨルダネス同様、トールキンもこの戦いを幾世代にも及ぶ伝説的な名声の1つであると表現している。もう1つの明らかな類似点は、カタラウヌム平原における西ゴート王テオドリック1世の死と、ペレンノール野におけるセオデンの死である。ヨルダネスは、テオドリックは乗馬から振り落とされ、突撃する配下の兵たちによって踏みにじられて死んだと記録している。セオデンもまた、斃れる直前に自らのもとに部下を集結させたが、落馬して愛馬の下敷きとなった。そしてテオドリック同様、戦いがなお続くなか、セオデンは主君のために涙し歌う王の騎士たちの手で戦場から運びだされた。 
| 状況                    | セオデン                                             | テオドリック                                         |
| ----------------------- | ---------------------------------------------------- | ---------------------------------------------------- |
| 最後の戦い              | ペレンノール野の合戦                                 | カタラウヌムの戦い                                   |
| 交戦勢力 「西」対「東」 | ローハン、ゴンドール対モルドール、東夷               | ローマ人、西ゴート族対フン族                         |
| 死因                    | 馬から投げだされ、下敷きになる                       | 馬から投げ出され、突撃する自軍に踏みにじられる       |
| 哀悼                    | 配下の騎士により、歌と涙とともに戦場から運びだされる | 配下の騎士により、歌と涙とともに戦場から運びだされる |

ジェーン・チャンスのようなトールキン研究者は、セオデンを作中の別の「ゲルマン的な王」であるゴンドール最後の統治権を持つ執政デネソールと対比させる。チャンスの見解では、セオデンは善、デネソールは悪を表す。彼女は、彼らの名前はほぼアナグラムであり、セオデンがホビットのメリーによる奉仕を親愛ある友情をもって受け入れるのに対し、デネソールはメリーの友人ペレグリン・トゥックを厳粛な忠誠の契約によって遇するとする。 ヒラリー・ウィンはThe J. R. R. Tolkien Encyclopediaにおいて、セオデンとデネソールはともに絶望するものの、ガンダルフによって「更生せる」セオデンはヘルム峡谷での絶望的な戦いに勝利し、ペレンノール野の合戦で「彼の攻撃がミナス・ティリスの街を略奪と破壊から救った」と書いている。 
多くの学者は、最後の戦いに進むセオデンの姿をたとえた「この世界がまだ若かった頃のヴァラールの合戦における偉大な狩人オロメとさえも見える」という表現を賞賛する。 スティーブ・ウォーカーはこの文を「奥深さにおいてほとんど叙事詩的」と表現し、文面の裏に「目に見えない複雑さ」すなわち中つ国の神話体系全体を示唆することで読者の想像力を誘うものだと評している。フレミング・ラトリッジは、それを神話やサガの文体の模倣であり、マラキ書4：1-3にみられるメシア預言の反映だとする。ジェイソン・フィッシャーは、ローハン全軍の角笛の響き、オロメ、夜明け、そしてロヒアリムを結びつける作中当該の一節を、「ベーオウルフ」の第2941-2944行におけるaer daege（「日の上る前」すなわち「夜明け」）およびHygelaces horn ond byman（「ヒイェラークの角笛と喇叭」）と比較する。 ピーター・クリーフトは、「セオデンが戦士に変わった歓びに心を躍らせずにはいられない」としつつも、人々が「祖国のための死は甘美である（dulce et decorum est pro patria mori）」という古いローマ人の観点に到達するのは難しい、とも書いている。 
トールキン研究者トム・シッピーは、ローハンはアングロ・サクソン時代のイングランドへ直接あてはめられており、単に人物名や地名、言語のみならず、多くの特徴を「ベーオウルフ」から取り入れているとする。彼によれば、トールキンによるセオデンの追悼歌は、古英語叙事詩「ベーオウルフ」の結末の葬送歌の同等かつ密接な反映である。セオデンの勇士と門番たちは「ベーオウルフ」の登場人物のように振る舞って「ただ命に従ったのみ」と言うのではなく、自らの決意のもとで行動する。セオデンは北方の勇気の法則のもとで生き、デネソールの絶望が原因で死に至る。

## メディア展開において
1981年のBBCラジオ4によるThe Lord of the Ringsではジャック・メイがセオデンを演じ、その死は型通りに演出されるのではなく、歌によって語られた。ラルフ・バクシの1978年のアニメ映画『指輪物語』では、フィリップ・ストーンがセオデンを演じた。中途で断絶したバクシ版アニメを補完するかたちでランキン・バス・プロダクションが制作したアニメ『王の帰還』にも登場し、ドン・メシックが演じているが、台詞はほとんどない。セオデンの死はガンダルフ（ジョン・ヒューストン）によって語られ、彼はアングマールの魔王本人によってではなく、突然生じた暗闇によって殺害される。
ピーター・ジャクソン監督による映画「ロード・オブ・ザ・リング」三部作では、セオデンは重要な役割を占める。演者はバーナード・ヒル（日本語吹替：佐々木勝彦）で、 『ロード・オブ・ザ・リング/二つの塔』(2002）で初登場するが、原作と異なり、セオデンは実際はサルマン（クリストファー・リー）に憑依されたような状態で、本来より早く老化している。ガンダルフ（イアン・マッケラン）によって呪文から解放されると年齢相応の姿に戻り、蛇の舌グリマ（ブラッド・ドゥーリフ）をローハンの都エドラスから追放する。